# Sani Čampara
Sani Čampara (Sarajevo, 3 maart 1999) is een Bosnisch basketballer.

## Carrière
Čampara speelde in de jeugd van OKK Spars en maakte zijn debuut in de eerste ploeg in het seizoen 2015/16. Hij maakte het seizoen erop de overstap naar de Spaanse topclub Real Madrid Baloncesto maar speelde enkel voor de tweede ploeg. In het seizoen 2017/18 speelde hij voor het Spaanse Palencia Baloncesto. Een seizoen later ging hij spelen voor BC Andorra. In 2019 keerde hij terug naar Bosnië en tekende bij OKK Sloboda Tuzla waar hij een seizoen speelde.
In 2020 tekende hij bij KK Split in Kroatië en speelde er twee seizoenen. Zijn derde seizoen in de Kroatische competitie speelde hij bij KK Zadar. Voor het seizoen 2023/24 tekende hij eerst voor het Spaanse CB Tizona daarna in de Belgische competitie bij Union Mons-Hainaut en eindigde het seizoen bij het Servische KK Borac Čačak. Voor het seizoen 2024 tekende hij opnieuw bij OKK Sloboda Tuzla.

## Erelijst
- Kroatisch landskampioen: 2023